# Слудицы (Псковская область)
Слудицы — деревня в Печорском районе Псковской области России. Входит в состав сельского поселения «Круппская волость».
Расположена на севере района, на побережье Псковского озера, в 3,5 км к востоку от волостного центра, деревни Крупп. К западу находится деревня Горбатицы.

## Население
Численность населения деревни по состоянию на конец 2000 года составляла 4 жителя.
| 2001 | 2002 | 2010 |
| ---- | ---- | ---- |
| 4    | ↗5   | ↘4   |